# Тесіма Кадзукі
Кадзукі Тесіма (яп. 手島 和希, нар. 7 червня 1979, Фукуока) — японський футболіст, що грав на позиції захисника.
Виступав за клуб «Кіото Санга», а також молодіжну збірну Японії.

## Клубна кар'єра
1998 року був заявлений за команду клубу «Йокогама Флюгелс», у складі якої, утім, у матчах чемпіонату так й не дебютував. 
1999 року перейшов до «Кіото Санга», в якому почав отримувати ігровий час і протягом наступних одинадцяти років провів понад 240 ігор у японському чемпіонаті. Більшість часу, проведеного у складі «Кіото Санга», був основним гравцем захисту команди. Частину 2006 року провів у клубі «Гамба Осака», до якого був відданий в оренду, проте за команду якого так й не зіграв. Завершив професійну кар'єру футболіста виступами за команду «Кіото Санга» у 2009 році.

## Виступи за збірну
1999 року залучався до складу молодіжної збірної Японії. У її складі був учасником молодіжного чемпіонату світу 1999 року, на якому японці дійшли до фіналу, в якому програли збірній Іспанії, і посіли друге місце. На молодіжному рівні зіграв у 7 офіційних матчах.

## Титули і досягнення
- Володар Кубка Імператора (1):

«Кіото Санґа»: 2002